# 張廷棟 (光緒進士)
張廷棟（?—?），江蘇省山陽縣人，清朝政治人物、進士出身。
光緒三十年，會試第75名；殿試登進士三甲第111名，后分發為知縣。